# Alligator prenasalis
Alligator prenasalis (лат.) — вымерший вид пресмыкающихся из семейства аллигаторовых. Многочисленные окаменелые остатки были собраны в олигоценовых формациях Чедрон и Брюле в Южной Дакоте (США).
Вид был описан в 1904 году и сначала отнесён к роду крокодилов. В род аллигаторов его перенесли в 1918 году на основании более полного материала. Это самый ранний известный представитель рода аллигаторы.

## Таксономия

### Младшие синонимы

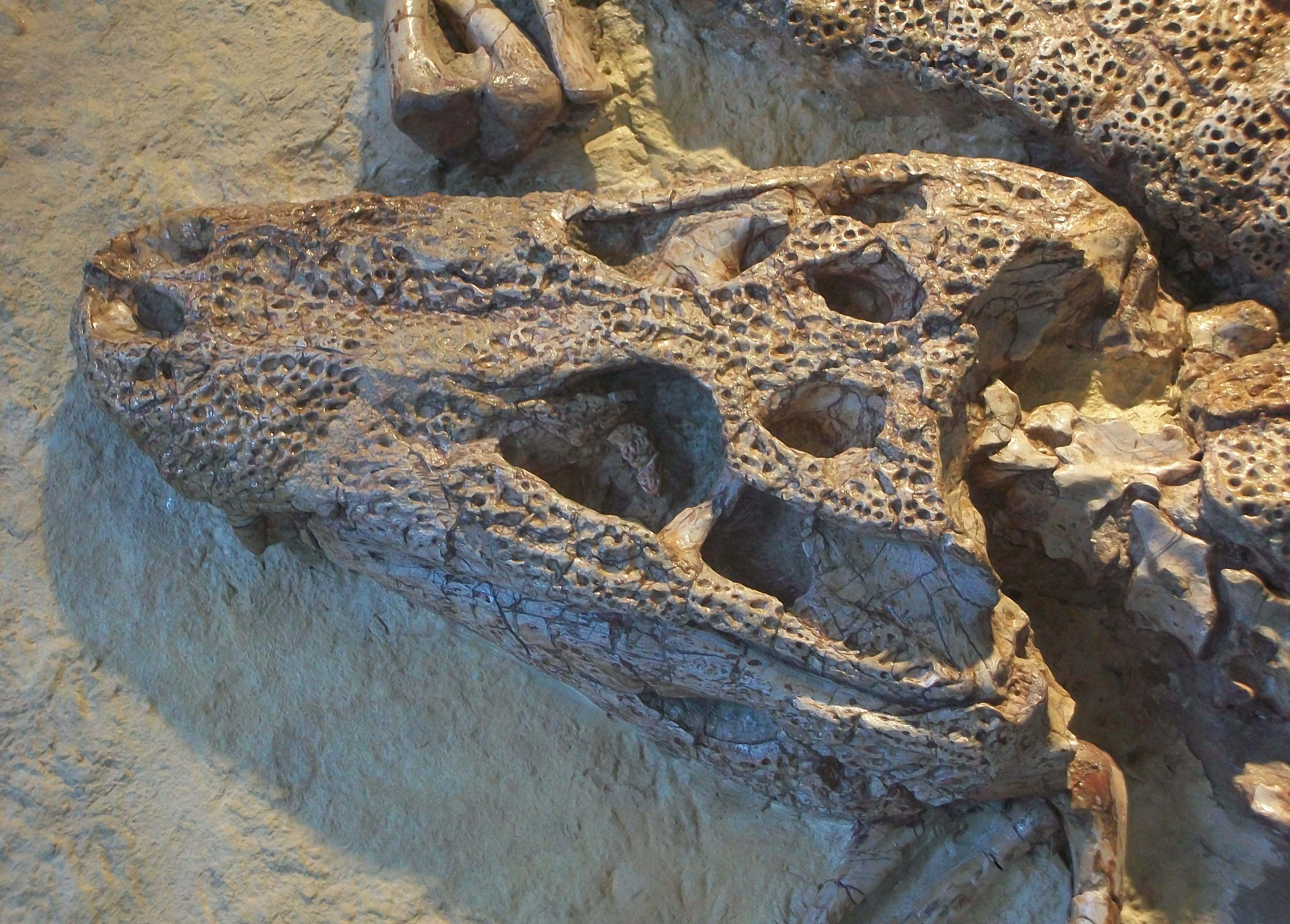
Череп Alligator prenasalis (AMNH 4994)

Несколько видов вымерших представителей подсемейства Alligatorinae рассматривались в качестве младших синонимов для вида А. prenasalis. К ним относятся Caimanoidea visheri, названный палеонтологом Морисом Мелем в 1916 году по фрагментарному материалу, и Allognathosuchus riggsi, названный в 1931 году по единственному фрагменту нижней челюсти. В 1972 году палеонтолог Д. В. Хиггинс посчитал оба вида синонимами этого вида. Мель использовал два альтернативных варианта написания Caimanoidea в своей статье 1916 года: Caimanoideus и Caimanoeda. Поскольку родовое название Caimanoidea использовалось первым и наиболее часто считается действительным названием рода.

### Кладистика
A. prenasalis похож на эоценового аллигатора Allognathosuchus mooki. В 1930 году американский палеонтолог Джордж Гейлорд Симпсон посчитал A. prenasalis (в то время носившем название Caimanoidea) предковой формой A. mooki, потому что он казался похожим, но менее специализированным. A. mooki считался более специализированным, потому что у него была тупая морда, в то время как A. prenasalis имел более широкую, плоскую и предположительно примитивную морду. 
Если А. prenasalis был предком А. mooki, то он должен был бы жить в эоцене. Симпсон предположил, что A. prenasalis появился в эту эпоху и дал начало A. mooki, который вскоре вымер. И если A. prenasalis (более обобщённая форма), возможно, произошёл от A. mooki (более специализированная форма) посредством так называемого «эволюционного разворота», то на то время считалось, что более общие формы не могли возникнуть из специализированных. Такую концепцию назвали «законом неспециализированных», и её впервые разработал палеонтолог Эдвард Дринкер Коп в 1896 году.
Более поздние филогенетические анализы показали, что плоскомордые аллигаторины образуют кладу в составе более крупной группы тупорылых аллигаторов. Таким образом, тупорылые формы не составляли единую специализированную группу, а скорее представляли собой совокупность базальных таксонов, некоторые из которых были предками современных форм, таких как аллигаторы. Этот род обычно выделюет в качестве монофилетической группы с A. prenasalis в качестве самого базального представителя клады.